# Club Deportivo Unión Comercio
El Club Deportivo Unión Comercio es un club de fútbol peruano fundado el 31 de enero de 2002 en la ciudad de Nueva Cajamarca, en la provincia de Rioja, departamento de San Martín. Desde 2025 juega en la Liga 2, la segunda división del fútbol nacional.

## Historia

### 2002: Fundación
El Club Deportivo Unión Comercio fue fundado el 31 de enero de 2002 en la ciudad de Nueva Cajamarca. La creación se dio por comerciantes del Mercado Central de Nueva Cajamarca, quienes organizaban torneos locales amistosos en su ciudad entre diversos cuadros aficionados, siendo allí de donde surgió este club.

### 2003-2010: Temporadas en la Copa Perú
En 2003 fue campeón provincial de San Martín y clasificó a la Etapa Departamental donde fue eliminado en semifinales por Deportivo Pesquero de Moyobamba en definición por penales.
En el 2009, luego de ganar su liga distrital y la provincial de San Martín, clasificó a la Etapa Departamental de San Martín pero fue eliminado por el Deportivo Cali de Tarapoto.
En el 2010 fue campeón departamental de San Martín cuando venció a Atlético Belén por 1-0. Ya en la Etapa Regional de la Copa Perú 2010, salió primero en el grupo A de la Región II, luego de superar a Cultural Volante, Juventud Santa Rosa y Carlos A. Mannucci. De esta forma, Unión Comercio avanzó a la Etapa Nacional, donde eliminó a Defensor San José de Tumbes en octavos de final, a Comerciantes Unidos de Cutervo en cuartos de final y a Deportivo Hospital de Pucallpa en semifinales.
Unión Comercio se alzó con la Copa Perú 2010 tras superar en la final a Alianza Porvenir-Unicachi, luego de ganar 2-0 en Tarapoto y perder 4-2 en Juliaca. No obstante, gracias a la regla del gol de visitante, se quedó con el título y el pase a la Primera División del Perú.

### 2011-2019: Primera etapa en Primera División
En su primera temporada en la Primera División del Perú, Unión Comercio se ubicó en la sexta casilla logrando la clasificación a la Copa Sudamericana. En el 2012 su campaña no fue la esperada, se ubicó en el duodécimo lugar y fue eliminado del certamen continental en primera ronda por Envigado de Colombia tras empatar en Pucallpa 0-0 y caer derrotado de visita por 2-0. En el 2013 la campaña fue aún peor ya que al final de las 44 fechas se ubicaron en el puesto 14 de la tabla de posiciones teniendo que desempatar el descenso a Segunda División con Pacífico en un partido extra. Los nuevos cajamarquinos finalmente se impusieron por 1-0 en el Estadio Francisco Mendoza Pizarro de Olmos, manteniendo la categoría. En el 2014 la campaña mejoró al ubicarse en el cuarto lugar en el torneo, la cual fue su mejor participación en la primera división, logrando otra clasificación a la Copa Sudamericana. En el 2015 quedaron octavos y volvieron a ser eliminados en primera ronda ante Águilas Doradas (2-0 la ida y un empate 1-1 en la vuelta). En el 2016 quedaron en el puesto 10, en la temporada 2017 en el puesto 14 y en la campaña 2018 en el puesto 10.
La temporada 2019 sin embargo significó su descenso a la Liga 2. Pese a pelear en algún momento el cupo a la Copa Sudamericana, el club se vio inmerso en un escándalo de falsificación de documentos, que desató la resta de puntos y posterior adición de los mismos en la tabla acumulada. En la última fecha del campeonato, Unión Comercio perdió la categoría al perder en Moyobamba 2-3 ante Alianza Lima, que terminó proclamándose ganador del Torneo Clausura 2019.

### 2020-2022: Primera etapa en Segunda División
Luego de varias complicaciones debido a la pandemia de COVID-19 en el país, el poderoso afronta su primera temporada en la Liga 2 durante 2020, la cual se jugó solamente en Lima. Terminaría fuera de los play-offs del campeonato y ascenso (7.ª posición) tras solamente 9 fechas jugadas debido a la poca cantidad de equipos que tuvo la competición durante la temporada. 
Para 2021, al igual que la temporada anterior, todo el campeonato se disputó en la capital del país; Unión Comercio acaba en la tercera casilla una vez acabada las fases regulares, por lo cual, estuvo habilitado para jugar los play-offs por un cupo a Liga 1. El primer rival que le tocó enfrentar fue Los Chankas, rival a quien logró vencer 2-1 y, por lo tanto, consigue avanzar a la siguiente etapa. En aquella etapa su rival fue Carlos Stein, que tras empatar sin goles fueron una definición por penales donde lamentablemente el cuadro de San Martín perdería 6-7 y así condenándose a permanecer en Liga 2 una temporada más.
Ya en la temporada 2022 de la Liga 2, y con el regreso del formato descentralizado, Unión Comercio comienza jugar de local en el estadio Carlos Vidaurre García de la ciudad de Tarapoto. El equipo haría una buena campaña durante todo el año, teniendo como rival directo a Cusco FC por el campeonato de Segunda División. Finalmente no logra el campeonato y debido a que Cusco FC consigue tanto el Apertura como el Clausura, tampoco hubo play-offs, por lo tanto, tras quedar en la segunda casilla en la Tabla Acumulada, fue declarado automáticamente subcampeón del torneo y de esa forma disputar la revalidación por el ansiado regreso a Primera División. El rival que tuvo que enfrentar en dicha revalidación fue Ayacucho FC, equipo que terminó en la 17.ª posición en la Liga 1 2022; luego de ganar 3-0 en Tarapoto y perder solamente 1-2 en Ayacucho, El Poderoso logra su objetivo de regresar a Liga 1, la cual disputaría desde 2023.

### 2023-2024: Segunda etapa en Primera División y nuevo descenso
Nuevamente siendo un equipo de Primera División, Unión Comercio disputa la Liga 1 2023 teniendo un desempeño muy bajo, así que tuvo que afrontar durante el año evitar descender nuevamente a Liga 2. Finalmente en la última fecha logra safarse de bajar tras vencer 1-0 a Atlético Grau en Piura, y tras la derrota de Binacional contra Melgar, el cuadro de San Martín dice presente una temporada más en la Liga 1.
Sin embargo para 2024, el rendimiento seguiría siendo pobre, consiguiendo varias rachas negativas, por lo cual era inevitable la pérdida de categoría. Unión Comercio descendió oficialmente de la Liga 1 2024 el 27 de septiembre de 2024, después de perder 2-0 contra Sport Boys en condición de local, sumando 9 derrotas consecutivas sin poder ganar. Con esta derrota, el equipo quedó matemáticamente sin posibilidad de salvarse del descenso a la Liga 2, ocupando el último puesto de la tabla acumulada con tal solo 14 puntos en 30 partidos y a 4 fechas de anticipación. Cabe resaltar que para las últimas dos fechas del campeonato el equipo jugó con 100% juveniles, esto debido a que el vicepresidente del club decidió despedir anticipadamente al plantel principal debido a los malos resultados durante la temporada que los llevó a descender nuevamente, esto evidenció los récords negativos que recibió el cuadro con un abultado 0-12 de local contra Sporting Cristal que de pasada se convertía en la mayor goleada en toda la historia de la Primera División del Perú y un 7-0 contra Cienciano de visita.

## Uniforme
- Uniforme titular: Camiseta roja, pantalón blanco y medias blancas.
- Uniforme alternativo: Camiseta azul, pantalón azul y medias azules.

### Evolución del uniforme

#### Titular
| 2011 | 2012 | 2013 | 2014 | 2015 - inicial | 2015 - final | 2016-2017 | 2017 | 2018 | 2019 |  |

| 2020 | 2021 | 2022 | 2023 | 2024 | 2025 |  |

#### Alternativa
| 2012 | 2012 | 2013 | 2014 | 2015 - inicial | 2015 - final | 2016-2017 | 2017 | 2018 | 2019 |  |

| 2020 | 2021 | 2022 | 2023 | 2024 | 2025 |  |

#### Tercera
| 2023 |

### Indumentaria y patrocinador
| Periodo   | Patrocinador       |
| --------- | ------------------ |
| 2010-2012 | Real               |
| 2013      | Triathlon Sport    |
| 2014-2016 | Real               |
| 2017      | Convert            |
| 2018-2019 | Real               |
| 2020      | Shumawa Sport Wear |
| 2021      | Urzu Atletic       |
| 2022      | Golsti Sport Wear  |
| 2023-2024 | Convert            |

| Periodo   | Patrocinador                   |
| --------- | ------------------------------ |
| 2010      | Comercializadora Chávez Import |
| 2011      | New Holland                    |
| 2013      | Olva Courrier                  |
| 2016      | New Atlethic                   |
| 2020-2022 | Corporación Chávez             |
| 2023-Act. | Coolbet                        |
| 2024      | WOW Perú                       |

## Datos del club
- Temporadas en Primera División:  11 (2011-2019, 2023-2024)
- Temporadas en Segunda División:  4 (2020-2022, 2025 - presente)
- Mayor goleada conseguida:
  - En campeonatos nacionales de local: Unión Comercio 8:0 Santa Rosa de Atumplaya (31 de octubre de 2010)[6]
  - En campeonatos nacionales de visita: Deportivo Hospital 1:4 Unión Comercio (12 de diciembre de 2010)[7]/ Cobresol 0:3 Unión Comercio (2 de mayo de 2012) / Pirata FC 0:3 Unión Comercio (26 de mayo de 2021) / Deportivo Llacuabamba 0:3 Unión Comercio (31 de julio de 2022)
  - En campeonatos internacionales de local: Ninguno.
  - En campeonatos internacionales de visita: Ninguno.
- Mayor goleada recibida:
  - Por liga del Perú su mayor goleada recibida fue de local: Unión Comercio 0:12 Sporting Cristal (27 de octubre de 2024)
  - En campeonatos nacionales de visita: Cienciano 7:0 Unión Comercio (31 de octubre de 2024)
  - En campeonatos internacionales de local: Ninguno.
  - En campeonatos internacionales de visita:  Águilas Doradas 2:0 Unión Comercio (13 de agosto del 2012)
- Mejor puesto en 1.ª División: 4.º (2014)
- Peor puesto en 1.ª División: 18.º (2024)
- Mejor puesto en 2.ª División: 2.º (2022)
- Peor puesto en 2.ª División: 7.º (2020)
- Máximo goleador: Cristian Bogado (26 goles)

### Participaciones internacionales
| Torneo                | Ediciones   |
| --------------------- | ----------- |
| Copa Sudamericana (2) | 2012, 2015. |

### Por competición
| Torneo            | Temp. | PJ | PG | PE | PP | GF | GC | Dif. | Pts. | Mejor desempeño |
| ----------------- | ----- | -- | -- | -- | -- | -- | -- | ---- | ---- | --------------- |
| Copa Sudamericana | 2     | 4  | 0  | 2  | 2  | 1  | 5  | -4   | 2    | Primera fase    |
| Total             | 2     | 4  | 0  | 2  | 2  | 1  | 5  | -4   | 2    | —               |

## Estadio
Unión Comercio ha utilizado distintos recintos en Primera División para jugar de local. El que más utilizaba durante su primera etapa en Primera División era el IPD de Moyobamba. Durante un tiempo, en su primer año en el Descentralizado, usó también dos recintos extras: Estadio Carlos Vidaurre García de Tarapoto y el Estadio Inca Pachacútec de Rioja, pero seguía siendo igual su localía principal en Moyobamba.
Durante las ediciones de 2017 y 2018, Unión Comercio disputó sus partidos en el remodelado Estadio IPD de Nueva Cajamarca, ya que esta era su ciudad natal y el estadio para esa fecha ya estaba reinaugurado. No obstante, el recibimiento no fue el esperado y por ello, retornó a Moyobamba a partir del 2019. Luego de las temporadas durante la pandemia que se jugaron en Lima, Unión Comercio regresó a disputar sus partidos de local en el Estadio Carlos Vidaurre de Tarapoto, recibiendo mejor acogida allí.

## Entrenadores

### Listado reciente
| - Víctor Cabellos (2010) - Leo Morales (2010) - Hernán Lisi (2011) - Julio César Uribe (2011-12) - Leo Morales (Interino) (2012) - Julio García Ruiz (Interino) (2012) - Mario Viera (2012) - Fernando Nogara (2013) - Johano Bermúdez - Int. (2013) - Édgar Ospina (2013) - Javier Arce (2013) - Alberto Castillo (2014) - Walter Aristizábal (2014-15) - Raymundo Paz - Int. (2015) - Walter Aristizábal (2015-16) | - Julio César Uribe (2017) - Franco Mendoza - Int. (2017) - Miguel Augusto Prince (2017) - Gerardo Carrillo - Int. (2017) - Carlos Silva (2017) - Hernán Pacheco (2017) - Javier Arce (2017) - Walter Aristizábal (2018) - Rafael Castillo (2018) - Marcelo Vivas (2018-19) - Alfredo Bernal / Ytalo Manzo - Int. (2019) - Diego Barragán (2019) - Walter Aristizábal (2019) - Leo Morales (2020) - Ytalo Manzo (2020) | - Richard Parra (2021) - Carlos Cortijo (2021) - Jesús Oropesa (2022-2023) - Jaime de La Pava (2023) - Raymundo Paz - Int. (2023) - Daniel Farías (2023) - Marcelo Vivas (2023) - Raymundo Paz - Int. (2023) último encuentro contra Grau de Piura - Néstor Craviotto (2024) - Milton García (2024) |

## Palmarés

### Torneos nacionales
| Competición nacional                   | Títulos | Subcampeonatos |
| -------------------------------------- | ------- | -------------- |
| Segunda División del Perú (0/1)        |         | 2022.          |
| Copa Perú (1/0)                        | 2010.   |                |
| Torneo Apertura Segunda División (0/1) |         | 2022.          |
| Torneo Clausura Segunda División (0/2) |         | 2021, 2022.    |

### Torneos regionales
| Competición regional                    | Títulos     | Subcampeonatos |
| --------------------------------------- | ----------- | -------------- |
| Liga Departamental de San Martín (1/0)  | 2010.       |                |
| Liga Provincial de Rioja (2/1)          | 2003, 2010. | 2009.          |
| Liga Distrital de Nueva Cajamarca (1/0) | 2009.       |                |

### Torneos nacionales juveniles
- Subcampeón Torneo de Promoción y Reserva (1): 2015-II